# 아루샤

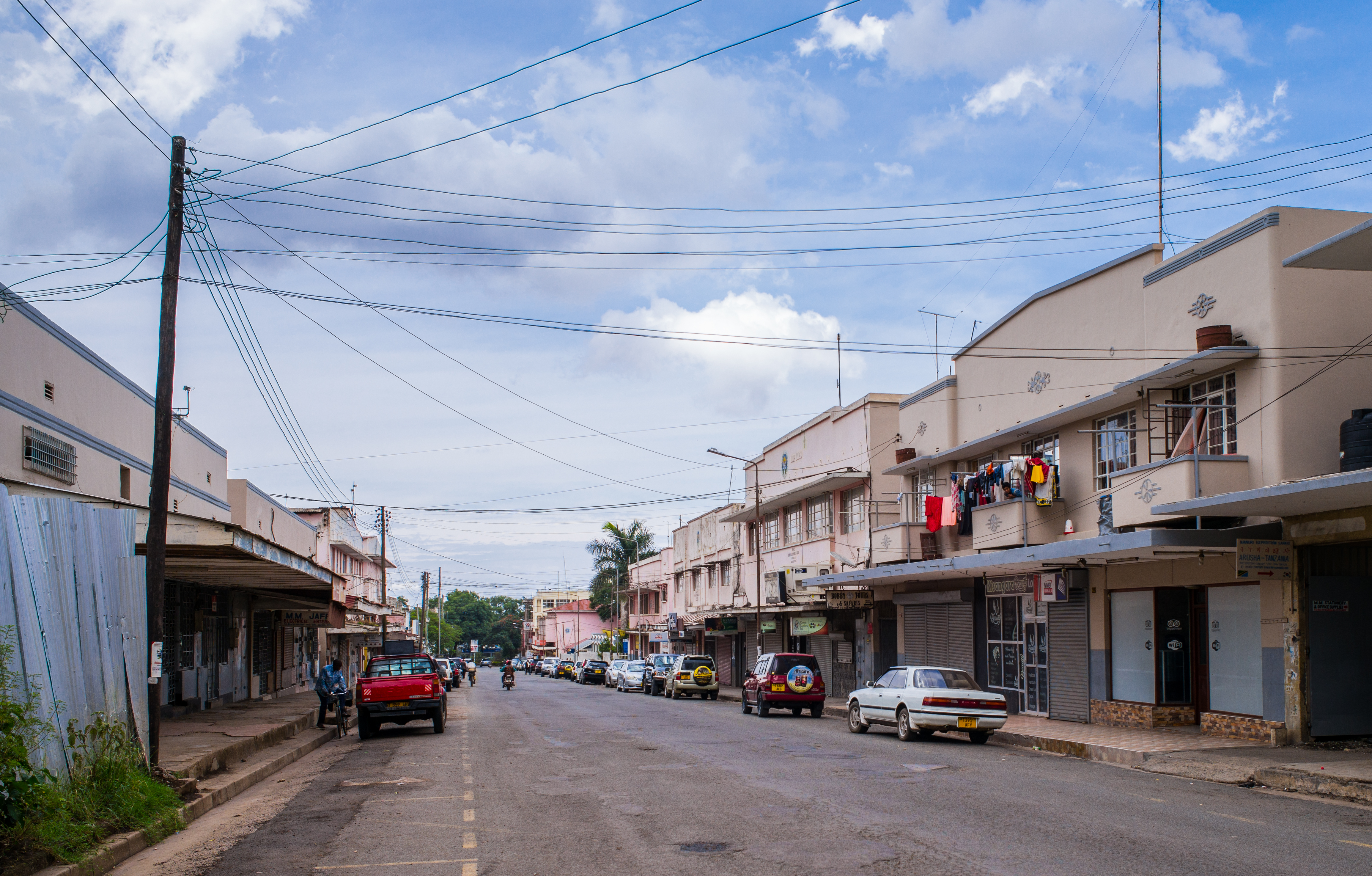

아루샤(스와힐리어: Arusha)는 탄자니아의 도시로, 탕가니카 북동부와 동아프리카 지구대 고원 지대에 위치한다. 아루샤 주의 주도이기도 하며 인구는 약 27만 명(2002년 기준)이다. 동아프리카 공동체의 본부가 이 곳에 있다.

## 역사
아루샤는 1961년 영국이 탕가니카의 독립을 승인한 도시였으며 탕가니카와 잔지바르가 국가 연합(탄자니아 연합 공화국)의 창설을 선언한 도시이기도 하다. 그 후 아루샤는 대표적인 국제 회의의 개최로 '회담과 협정의 도시'라는 애칭을 얻게 되었는데 이는 탄자니아의 조정·중재 역할과 함께 세계에 널리 알려지게 된다.
1993년 8월 4일 탄자니아의 중재로 르완다 내전에 관한 평화 협정이 아루샤에서 조인되었으며 르완다 내전 때에 일어난 집단 학살의 책임을 추궁하는 국제 사법 기구인 르완다 국제형사재판소(ICTR)가 이 곳에 설치되어 있다. 2006년 7월 3일 아프리카 연합은 이 곳에 아프리카 인권 재판소를 설립했다.

## 인구
| 연도    | 인구    | ±%      |
| ------- | ------- | ------- |
| 1978    | 55,223  | —       |
| 1988    | 102,544 | +85.7%  |
| 2002    | 333,791 | +225.5% |
| 2012    | 416,442 | +24.8%  |
| source: |         |         |

## 기후
| Arusha의 기후            | Arusha의 기후 | Arusha의 기후 | Arusha의 기후 | Arusha의 기후 | Arusha의 기후 | Arusha의 기후 | Arusha의 기후 | Arusha의 기후 | Arusha의 기후 | Arusha의 기후 | Arusha의 기후 | Arusha의 기후 | Arusha의 기후 |
| 월                       | 1월           | 2월           | 3월           | 4월           | 5월           | 6월           | 7월           | 8월           | 9월           | 10월          | 11월          | 12월          | 연간          |
| ------------------------ | ------------- | ------------- | ------------- | ------------- | ------------- | ------------- | ------------- | ------------- | ------------- | ------------- | ------------- | ------------- | ------------- |
| 일평균 최고 기온 °C (°F) | 28 (82)       | 28 (82)       | 27 (81)       | 25 (77)       | 22 (72)       | 21 (70)       | 20 (68)       | 22 (72)       | 24 (75)       | 26 (79)       | 27 (81)       | 27 (81)       | 25 (77)       |
| 일일 평균 기온 °C (°F)   | 19 (66)       | 19 (66)       | 19 (66)       | 19 (66)       | 16 (61)       | 14 (57)       | 14 (57)       | 15 (59)       | 16 (61)       | 18 (64)       | 18 (64)       | 18 (64)       | 17 (63)       |
| 일평균 최저 기온 °C (°F) | 10 (50)       | 10 (50)       | 11 (52)       | 13 (55)       | 11 (52)       | 8 (46)        | 9 (48)        | 8 (46)        | 8 (46)        | 10 (50)       | 10 (50)       | 10 (50)       | 10 (50)       |
| 평균 강수량 mm (인치)    | 50 (2.0)      | 80 (3.1)      | 170 (6.7)     | 360 (14.2)    | 210 (8.3)     | 30 (1.2)      | 10 (0.4)      | 10 (0.4)      | 20 (0.8)      | 30 (1.2)      | 110 (4.3)     | 100 (3.9)     | 1,230 (48.4)  |
| 출처: Weatherbase        |               |               |               |               |               |               |               |               |               |               |               |               |               |

## 같이 보기
- 아루샤주
- 만야라호
- 탄자니아
- 유엔 안전 보장 이사회 결의